# コイヘルペスウイルス
コイヘルペスウイルス（koi herpes virus、KHV、Cyprinid herpesvirus 3）は、鯉（マゴイ、ニシキゴイ）に特有のコイヘルペスウイルス病の原因となる二本鎖DNAウイルス。

## 概要
Hedrickらが、1998年にイスラエルやアメリカ合衆国で発生したコイ（ニシキゴイ）の病気は原因がウイルスであると発表し、その存在が知られるようになった。「koi」と名前がつけられていることから、当初はニシキゴイに感染するウイルスとして認識されていたが、その後、ニシキゴイ以外のコイの被害が発生することがわかった。また、鮒や金魚には感染せず、コイに特異的なウイルスであることが報告されている。
30℃で不活化する為に人へは感染しない。ウイルスに感染しただけでは容姿からの外的判断は困難であるため、現在ウイルスの検出にはポリメラーゼ連鎖反応（PCR）法という、目的のDNA配列だけを増幅する方法が主に用いられている。
なお、当初、ウイルスによって引き起こされる病気の形態や増殖形式から「ヘルペスウイルス」として分類されてきたが、哺乳類におけるヘルペスウイルスと比べるとゲノムが非常に大きく、内容も異なっていることから異論があった。しかし、現在では研究の進展によって「ヘルペスウイルス」として分類されることで落ち着いている。

## コイヘルペスウイルス病
コイヘルペスウイルスが原因となる。発症すると斃死率が高く、非耐性鯉は発症率自体が高い。発症したコイは
- 鰓がただれる。(鰓腐れ)
- 目がくぼむ
- 頭部に凹凸が出る。

などの外的特徴がみられる。発病した場合の致死率は100%である。これは、一度感染してしまうと、高い水温でコイを飼育する「昇温治療」ではウイルスを根絶することができないと判明しているためで、現在も有効な治療法は開発されておらず、一旦発病したが最後、必ずそのコイは死ぬ事が確認されている。水温23℃〜29℃で発症率が高く他の魚病とも併発が見られる。過剰給飼や過密度が発症の一因と考えられているが発病のプロセスは解明されていない。このため、実用に耐えうるワクチンも未開発である。
なお、コイヘルペスウイルス病はコイヘルペスウイルスに感染しただけでは発症せず、コイヘルペスウイルス病とコイヘルペスウイルスは同義では無い。コイヘルペスウイルスに感染したとしても発病せず、キャリア（非発病魚）となる可能性も考慮に入れなければならない。インドネシアでは、条件付で移動禁止措置が解除された後に親魚の移動から感染が拡大したと推定されている事例があり、このようなキャリアとなっているコイの検査に対する有効な検査法の開発が必要とされている。
一方で、オーストラリアではコイヘルペスウイルスを用いて外来種であるコイを根絶させる計画がある。

## 感染拡大のルート
このウイルスがどこで発生し、どういうルートで感染が拡大したのかは、いまだに確定されていない。
2004年に東京海洋大学で行われた国際シンポジウム『KHV infection: Present Status and Future Prospects for Prevention；コイヘルペスウイルス感染症の現状と防疫対策』では、1996年にイギリスで発生した大量死の際に死んだコイからこのウイルスが検出されていることが報告されており、今のところこれが最も古い確認例である。
しかし、このことをもってイギリスが発生源であるかどうかは分からない。イギリスの魚養殖業者であるAdrian Barnsは、2004年1月に行われた国際錦鯉サミットにおいて、1996年のKHVによるコイの大量死は、池の中にイスラエル原産の鯉を入れた後でいつも発生したことを発言している。一方、ヘブライ大学のHerve Bercovierは、必ずしもイスラエルがKHVの初発地あるいは感染源ではないことを主張している。
その後、1997年にドイツで確認され、1998年には、イスラエルやアメリカ合衆国、アジアでは2002年、コイ養殖が盛んなインドネシアや台湾での流行が確認されている。特にインドネシアでは、政府の対策にもかかわらず、流通ルートによってジャワ島東部を発端としてスマトラ島にも感染が拡大している。
なお、中国においてインドネシアと同時期に大流行したのではないかと言う説があるが、中国当局は2003年12月時点での日本政府からの照会に対し、ウイルスの感染は発生していないと回答している。
ニシキゴイの品評会が開催された土地で品評会後に感染が確認された事例が多い事から、感染拡大の一因として関連性が疑われているが立証されていない。

## 日本における流行と対策

### 流行の初確認
日本においては2003年10月、茨城県霞ヶ浦で発生した大量死が有名であるが、それ以前の2003年5月に岡山県の吉井川水系にてコイの大量死が発生しており、後に死んだコイからこのウイルスが検出されている。
一方、日本では、少なくとも2002年10月にはニシキゴイ関係者の間ではウイルス流行の危険性が認知されていたものの、法制度として対策がとられるのは、持続的養殖生産確保法施行規則が改正されて伝染性疾病として指定される2003年6月まで待たねばならない。しかし、5月の岡山県吉井川の事案からも分かるように、このとき既にウイルスは日本国内に入った後であった。

### 霞ヶ浦での大流行
2003年10月、霞ヶ浦において養殖鯉の大量死が発生。茨城県内水面水産試験場での検査結果を受け11月2日に農林水産省はコイヘルペスウイルスが大量死の原因であると公表し、これにより日本国内へのコイヘルペスの持込みが確認された。11月2日、茨城県は出荷自粛を指導し、11月12日には持続的養殖生産確保法に基づいてコイの移動禁止命令を出した。しかし、広大な湖に拡散したウイルス駆除は不可能であるため、養殖鯉業者が感染拡大を防ぐためにすべての養殖鯉を処分。全業者が事実上廃業状態となった。2007年現在、養殖再開に向けてウイルス耐性を持った鯉の研究が進んでいる。

### 感染の拡大
霞ヶ浦での大量死以後、日本全国の河川や湖沼で感染が確認され、被害が拡大していることが判明した。なお、持続的養殖生産確保法の目的は伝染性疾病の蔓延の防止であるが、現実的には既に全国に蔓延していると考えられており法的効力が疑問視されている。これに対する農林水産省の見解は、感染が確認できたのは全国鯉養殖経営体の約7％、1級及び2級河川水域系の約3％であるから全水域に常在化したといえる状況にはない。というものである。
上記の感染の拡大を防ぐべく三重大学では鯉ヘルペス経口ワクチンの開発に成功し実用化へ進みだしている。